# Białko kationowe eozynofilów

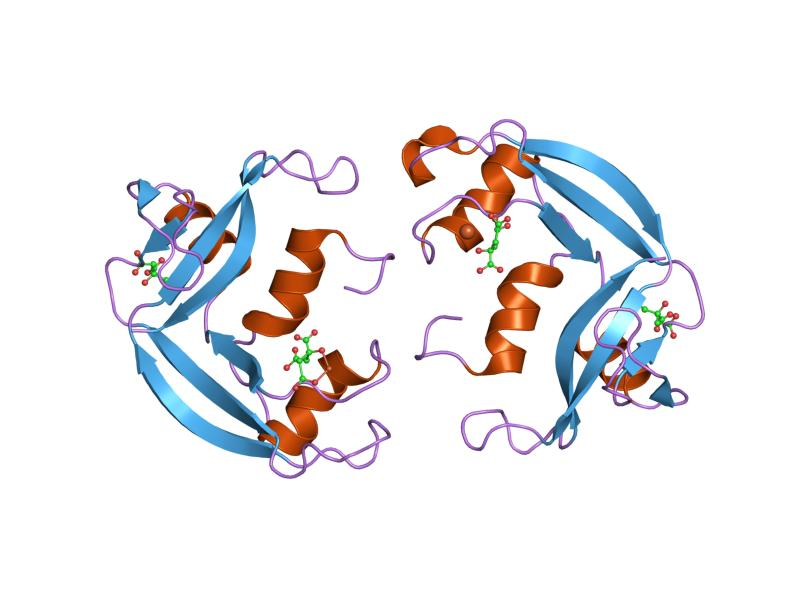
Białko kationowe eozynofilów

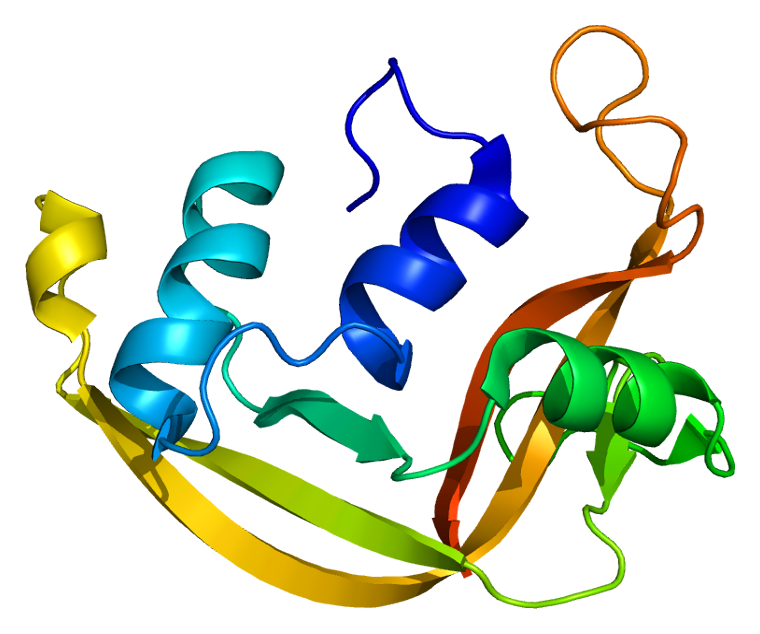
Neurotoksyna eozynofilów, bliski krewny ECP

Białko kationowe eozynofilów (ECP – z ang. – Eosinophil cationic protein), rybonukleaza 3 – białko z grupy rybonukleaz występujące w ziarnistościach eozynofilów.

## Histologia
Białko to współtworzy krystaliczne ziarna eozynofilów wraz z: głównym białkiem zasadowym (MBP), peroksydazą eozynofilową (EPO) i neurotoksyną eozynofilową (EDN). Zostało wyodrębnione i oczyszczone przez Petersona i współpracowników w 1988 roku. Przeprowadzili następnie elektroforezę w żelu SDS-poliakrymidowym. Określili oni, że obejmuje ono pojedynczy łańcuch aminokwasowy i jest wysoce kationowe. Elektroforeza wykryła 3 różne formy różniące się masą cząsteczkową 18,5, 20 i 22 kDa.

## Budowa
ECP posiada 3 miejsca potencjalnej glikozylacji, gdzie oligosacharydy przyłączają się do reszty asparaginowej, występują też 3 naturalne formy glikozylowanego białka. Odpowiadają im wspomniane powyżej masy cząsteczkowe 18, 20 i 22 kDa. Rosenberg i Tiffany w 1994 roku za pomocą specyficznych dla białka zaktywowanych przeciwciał monoklonalnych EG2 wykrywali tylko najlżejszą z tych form bądź formę nieglikozylową. Wnioskowali wobec tego, że glikozylacja maskuje wykrywany przez przeciwciało epitop. Może to świadczyć o związku między deglikozylacją a aktywacją białka.

## Działanie
Eozynofile dzięki swym białkom działają głównie przeciwko chorobotwórczym wielokomórkowcom, zwłaszcza larwom pasożytów, np. Schistosoma (w tym S. mansoni, na którą słabo działa EDN), Ascaris, Trichinella (na świeżo wyklute Trichinella spiralis działa toksycznie po 3 godzinach, po 12 wykazując letalność zależną od dawki), Brugia pahangi i Brugia malayi, trypomastigotom Trypanosoma cruzi.
Niektóre inne działania wywierane przez ECP to:
- działanie przeciwwirusowe;
- działanie prokoagulacyjne;
- pobudzanie wytwarzania śluzu;
- pobudzanie wytwarzania glikozaminoglikanów przez fibroblasty;
- pobudzanie uwalniania histaminy przez bazofile.

Białko to wykazuje działanie przypominające to obserwowane w przypadku defenzyn. Mianowicie wbudowuje się do błony szkodliwego organizmu i tworzy w niej kanały. Przeciwpasożytniczy efekt przeciw T. cruzi, prócz wysokiej temperatury wywołującej denaturację, hamują heparyna czy siarczan dekstranu, a więc substancje o budowie polianionowej.
ECP wykazuje duże podobieństwo do neurotoksyny eozynofilowej (EDN), zwanej również rybonukleazą 2. Razem należą do rodziny rybonukleaz trzustkowych EC 3.1.27.5. Badania genetyczne wykazały, że w nieodległej przeszłości geny ECP i EDN były jednym genem. Uległ on duplikacji po podziale małpokształtnych na linie małp szerokonosych i wąskonosych.

## W diagnostyce alergologicznej
Prawidłowe stężenie ECP w surowicy krwi wynosi 10-25 µg/ml. Wzrost stężenia tego białka we krwi występuje w zaostrzeniach chorób atopowych i wykazuje dodatnią korelację ze stopniem nasilenia zapalenia alergicznego. Do oznaczania stężenia białka kationowego w materiale biologicznym używa się metody ELISA lub immunofluorymetrycznej.